# Dasztadem (Lorri)
Dasztadem – wieś w Armenii, w prowincji Lorri. W 2011 roku liczyła 127 mieszkańców.